# Leopold Bill von Bredow
Leopold Bill von Bredow (* 2. Januar 1933 in Potsdam) ist ein deutscher Jurist und Diplomat.

## Leben
Von Bredow ist das jüngste der acht Kinder des Majors Leopold Waldemar von Bredow (1875–1933) und dessen Frau Hannah Leopoldine Alice (1893–1971), einer Enkelin des ehemaligen Reichskanzlers Otto von Bismarck.
Nach dem Abitur am Gymnasium Basel studierte er ab 1951 Rechtswissenschaft an der Universität Basel und der Albert-Ludwigs-Universität Freiburg. 1955 schloss er das Studium mit dem Ersten Juristischen Staatsexamen und 1960 mit dem Zweiten Juristischen Staatsexamen ab. 1961 trat er in den diplomatischen Dienst der Bundesrepublik Deutschland ein.
Bredow war von 1961 bis 1962 Attaché in Bamako. 1964 wurde er Konsul beim Generalkonsulat in Dhaka. Von 1965 bis 1967 wirkte er als Zweiter Sekretär bei der Ständigen Beobachtermission der Vereinten Nationen in New York. Die weiteren Stationen seiner diplomatischen Laufbahn waren vor allem durch Tätigkeiten als Pressesprecher gekennzeichnet. Er war von 1967 bis 1970 als Legationsrat Pressereferent beim Auswärtigen Amt und von 1970 bis 1973 Leiter des Pressereferates der Botschaft in Tel Aviv. 1971 erhielt er die Beförderung zum Botschaftsrat. Beim Organisationskomitee für die Olympischen Sommerspiele 1972 in München agierte er als stellvertretender Protokollchef des NOK. Von 1973 bis 1977 war er Leiter des Pressereferates der Botschaft in Rom.
1977 kehrte Bredow ins Auswärtige Amt zurück. Von 1980 bis 1983 arbeitete er als stellvertretender Protokollchef der Bundesregierung. Während dieser Zeit erfolgte seine Ernennung zum Gesandten. 1983 berief ihn Richard von Weizsäcker als Senatsdirektor zum Protokollchef des Berliner Senats, ab 1986 führte er die Bezeichnung Staatssekretär. 1988 wurde er Generalkonsul in New York, 1991 Botschafter in Athen und 1996 Botschafter in Bukarest. 1998 ernannte ihn Eberhard Diepgen erneut zum Protokollchef des Berliner Senats. Im Jahre 2000 trat er in den Ruhestand.
Von Bredow ist seit 1969 mit Eleonore Schwarzenberg, einer Schwester des ehemaligen tschechischen Außenministers Karel Schwarzenberg, verheiratet und hat drei Kinder.

## Ehrungen
- Ehrenritter des Johanniterordens (1978)
- Bundesverdienstkreuz am Bande (2. Mai 1983)[3]
- Rechtsritter des Johanniterordens (1986)
- Albert-Schweitzer-Medaille des Volksbundes Deutscher Kriegsgräberfürsorge (1997)
- Schweden –  Ritter des Königlich-Schwedischen Nordstern-Ordens (1961)
- Italien – Verdienstorden der Italienischen Republik, Komtur (1977)
- Frankreich – Offizier der Ehrenlegion, Komtur des Nationalen Verdienstordens (1980, 1987)
- Mexiko – Komtur des Ordens vom Aztekischen Adler (1980)
- Spanien – Encomienda en Número, Orden von Isabel la Càtolica (Großoffizier, 1981)
- Niederlande – Großoffizier des Ordens von Oranien-Nassau (1982)
- Nigeria – Knight Commander des Ordens von Niger (1982)
- Österreich – Großes Silbernes Ehrenzeichen mit dem Stern für Verdienste um die Republik Österreich (1982)
- Peru – Orden al Mérito por Servicios Distinguidos (Großoffizier, 1982)
- Nepal – Königlicher Verdienstorden (Großoffizier, 1985)
- Niger – Komtur des Verdienstordens Nigers (1985)
- Spanien – Verdienstorden (Merito Civil) Großkreuz (1986)
- Italien – Verdienstorden Großoffizier (1986)
- Monaco – Offizier des Ordens der Grimaldi (1987)
- Griechenland – Großkreuz des Phönix-Ordens (1996)
- Rumänien – Titulescu Medaille der Republik Rumänien
- Malteserorden – Großoffizier des Ordens "Pro Merito Melitense"